# Bicky Burger
Bicky Burger is de merknaam van een product bestaande uit een ronde vleesschijf gemaakt van geperst en gekruid separatorkippenvlees, varkensspek en paardenvlees die met een broodje, sauzen en garnituur geserveerd wordt als frituursnack in veel Belgische frietkoten en sommige Nederlandse snackbars. De schijf wordt geproduceerd in Bocholt, in de Beckersfabriek die na verschillende overnames sinds 2019 eigendom is van Goodlife Foods. Er zijn verschillende variëteiten.

## Productie en bereiding
De Bicky Burger wordt fabrieksmatig geproduceerd uit gemalen separatorkippenvlees en ham-schouderspek (de Bicky Crispy variant bevat enkel kippenvlees) en dat met toevoeging van paneermeel, een kruidenmengsel, gedroogde uien, zout en conserveermiddelen tot een ronde schijf wordt geperst. Het product wordt voor het serveren gefrituurd en daarna geplaatst op een geroosterd zacht broodje met sesamzaad. Hieraan worden dan een gele saus, een rode saus, een bruine saus ("brown sauce"), komkommerschijfjes en gefrituurde ui toegevoegd. Het geheel wordt daarna in een groen doosje verpakt. De fabrikant heeft een marketingconcept bedacht waarbij de snackbars verplicht zijn alle onderdelen, dus vleesschijf, broodje, sauzen en verpakking af te nemen en volgens de richtlijnen uit dienen te serveren. Met 636 kilocalorieën en 30 gram vet werd het produkt in 2017 door de dieetapp FatSecret uitgeroepen tot de meest dikmakende van alle snackproducten op de markt.

## Variëteiten
Er zijn verscheidene varianten van de Bicky Burger op de markt.
- de Bicky Fish – ronde visschijf op basis van koolvis
- de Bicky (Crunchy) Chicken – ronde schijf op basis van kipseparatorvlees
- de Bicky Mexicano - zelfde samenstelling als de Bicky Burger maar met andere vorm
- de Bicky Friq - een frikandel van kipseparatorvlees met een hotdog broodje
- de Bicky Wrap - van kipseparatorvlees zonder broodje maar met een wrap van tarwebloem
- de Bicky (Crispy) Royale - een extra grote versie van de Bicky Burger
- de Bicky Chickless – een vegetarische versie op basis van soja-eiwit met kipsmaak[5]
- de Bicky Bastard – een vegetarische versie op basis van soja-eiwit met rundvleessmaak

## Sauzen
De sauskeuze is geënt op die van de traditionele Engels-Amerikaanse sauzen geserveerd bij diverse snacks. De prijsstelling is hoog gehouden om de winstmarge voor het complete concept te garanderen voor de fabrikant.
De gele saus bestaat uit: water, raapzaadolie, kool, azijn, suiker, bloemkool, gemodificeerd zetmeel, gepasteuriseerde eidooier, specerijen (waaronder mosterd), komkommer, zout, ui, dragonazijn, aroma, conserveermiddelen (E202 en E211),verdikkingsmiddelen (guargom en xanthaangom), zuurteregelaar (citroenzuur) en antioxidant (E385).
De bruine saus bestaat uit: water, azijn, glucose-fructosesiroop, suiker, tarwemeel, 3% mosterdmeel, gemodificeerd zetmeel, zout, specerijen, gerstemoutextract, zuurteregelaar (melkzuur) en conserveermiddelen (E202 en E211).
De rode saus bestaat uit: water, 27% tomaatconcentraat, azijn, glucose-fructosesiroop, suiker, gemodificeerd zetmeel, zout, raapolie, specerijen (waaronder mosterd), gerstemoutextract, smaakstoffen, conserveermiddelen (E202 en E211), verdikkingsmiddelen (guargom, johannesbroodpitmeel E401) en zuurteregelaar (melkzuur).

## Broodje
Het af te nemen broodje bij de meeste variëteiten is een witte zachte ronde bol gemaakt van tarwebloem en bedekt met sesamzaad.. De ingrediënten zijn: tarwebloem, water, bakkersgist, glucose, glucose-fructosestroop, raapzaadolie, 2% sesamzaad, zout, suiker, tarwegluten, emulgator E482, palmvet, tarwe-enzym, meelverbeteraar E300, tarwemoutmeel en bevat mogelijk sporen van ei, soja, noten, melk en lupine. De samenstelling van het langwerpige broodje geserveerd bij de variant Bicky Friq komt overeen. Bij de variant Bicky Wrap wordt een wrap geserveerd die samengesteld is uit: 60% tarwebloem, water, palmolie, stabilisator (E422, E412), tarwegluten, zout, bonenmeel, rijsmiddel (E450, E500), suiker, glucosestroop, voedingszuur (E296), tarwemout, gerstmout, emulgator (mono- en diglyceriden van vetzuren), conserveermiddel (E282, E202), haverbloem, gist en meelverbeteraar (E920).

## Varia
- In 2012 bracht Lay's chips in België een variant met Bicky Crispy-smaak uit, nadat dit voorstel hun "Maak Je Smaak"-wedstrijd won.[8] Later zou ook Croky een Bicky-smaak lanceren.
- Op 9 oktober 2019 kwam het product negatief in het nieuws vanwege een reclamefilmpje waarin een man een vrouw slaat omdat ze een Bicky Burger uit een wit doosje. De 'echte' Bicky Burger zit volgens de reclame in een groen doosje. De campagne was er op gericht om het marketingconcept overeind te houden, zodat afnemers geen incomplete Bicky Burger zouden uitserveren. Diverse Vlaamse politici dienden een klacht in tegen de reclame die door een staatssecretaris 'misselijkmakend' werd genoemd.[9][10]
- In 2022 werd de Bicky Burger toegevoegd aan Expo 22, het luistermuseum met 100 iconische Belgische producten van Radio 1[11]